# John B. Bender
John Bryant Bender (* 1940) ist ein US-amerikanischer Anglist.

## Leben
Er erwarb 1962 den B.A. an der Princeton University und 1967 den Ph.D. an der Cornell University. Seit 1967 lehrte er an der Stanford University (Professor für Englische und Vergleichende Literaturwissenschaft und Jean G. und Morris M. Doyle Professor für interdisziplinäre Studien).
Sein Forschungs- und Lehrschwerpunkt liegt auf dem 18. Jahrhundert in England und Frankreich. Sein besonderes Anliegen ist das Verhältnis der Literatur zur bildenden Kunst, zur Philosophie und Wissenschaft sowie zur Soziologie der Literatur und zur kritischen Theorie.

## Schriften (Auswahl)
- Spenser and literary pictorialism. Princeton 1972, ISBN 0-691-06211-0.
- Imagining the penitentiary. Fiction and the architecture of mind in eighteenth-century England. Chicago 1987, ISBN 0-226-04228-6.
- mit Michael Marrinan: The culture of diagram. Stanford 2010, ISBN 978-0-8047-4504-8.
- Ends of enlightenment. Stanford 2012, ISBN 978-0-8047-4212-2.